# Stade 24 Fevrier 1956
Das Stade 24 Fevrier 1956 ist ein Mehrzweckstadion in Sidi bel Abbès in der gleichnamigen Provinz in Algerien. Es hat eine Kapazität von 50.000 Zuschauern, wird derzeit hauptsächlich für Fußballspiele genutzt und ist die Heimspielstätte des Vereins USM Bel-Abbès.